# Francesco Genala
Francesco Genala (Soresina, 6 gennaio 1843 – Roma, 8 novembre 1893) è stato un politico e giurista italiano.

## Biografia
Nasce in una famiglia di piccoli proprietari, figlio di Zeffirino e Diamante Previ. A 13 anni rimane orfano di entrambi i genitori e viene affidato a due concittadine, Luigia Vertua Ponzetti e Maria Garganico. Svolge gli studi superiori tra Milano e Cremona. Allo scoppio della seconda guerra d'indipendenza italiana, a soli 16 anni, si arruola come volontario nei cacciatori della Magra. In seguito all'armistizio di Villafranca entra a far parte dell'esercito del governo provvisorio dell'Emilia e viene acquartierato a Modena, dove prende a frequentare i corsi di giurisprudenza. Interrompe gli studi per partecipare alla spedizione dei Mille, combattendo nella battaglia di Milazzo, e poi al Volturno. Nel dicembre del 1860, finito il servizio militare, torna a Modena per continuare gli studi. Un anno dopo si trasferisce a Siena dove si laurea il 24 novembre 1862. Nel 1866, con la terza guerra d'indipendenza, il Genala riprende le armi, come volontario nel quarto reggimento garibaldino.
Intraprende poi una serie di viaggi in Francia, nei Paesi Bassi, in Belgio, in Germania, dove si ferma per un anno e mezzo per perfezionare gli studi economico-giuridici. Durante il soggiorno a Londra approfondisce gli studi giuridici e politici, interessandosi in modo particolare al sistema politico bipartitico inglese.
Molto apprezzato nei salotti intellettuali milanesi e fiorentini, nel 1872 è coinvolto da Ubaldino Peruzzi nella "Società Adam Smith". L'Accademia dei Georgofili lo elegge come socio ordinario nel 1874. Nello stesso anno il Genala è eletto deputato alla Camera per il comune di Soresina. Gli è conferita la cittadinanza onoraria di Firenze, per aver contribuito in maniera significativa alla risoluzione dei problemi d'indebitamento gravanti sulla città: il Genala ne scrive nel saggio La questione di Firenze e il modo di risolverla.
Muore a soli cinquant'anni l'8 novembre del 1893.. Alla Camera dei deputati è commemorato da Giovanni Giolitti.

## Da avvocato a deputato
A Firenze svolge la pratica legale, e viene abilitato anticipatamente all’esercizio dell’avvocatura. Appena raggiunta l’età per essere eletto alla Camera dei deputati, entra in parlamento. Nonostante i suoi stretti rapporti con la destra fiorentina, si schiera con la sinistra, forse per la sua ascendenza garibaldina. L’attività parlamentare lo vede impegnato per sette legislature, dal 1874 al 1893. Il Genala è membro di numerose commissioni, tra cui quella per la stesura del Codice del commercio.

## Ministro dei lavori pubblici
Il Genala è anche membro della Commissione d'inchiesta sulle ferrovie, dedicata alla progettazione della rete ferroviaria nazionale. La sua opinione è considerata autorevole, per via degli studi che ha dedicato al tema. È favorevole a una parziale privatizzazione delle rete ferroviaria, ma sotto il controllo pubblico. La privatizzazione può, secondo lui, contribuire alla riduzione delle spese statali, come pure al risanamento della finanza pubblica, grazie al ritorno indiretto di una quota di profitto conseguito dalle imprese private tramite la tassazione. Svolge un ruolo importante nella stesura della legge che regola le convenzioni ferroviarie con le grandi società private.
È ministro dei lavori pubblici nella quindicesima legislatura del Regno d’Italia, dal 1883, terminando il mandato nel 1887. Il suo secondo mandato di ministro è del 1892-93, durante la diciassettesima legislatura. In questo ruolo egli sostiene la costruzione del ponte sul Po, intervenendo direttamente per rimuovere gli ostacoli dovuti a ritardi nella concessione delle autorizzazioni. Il ponte è inaugurato il 20 settembre 1892.

## Attività accademica
In ambito accademico il Genala ebbe una parte importante nel processo di fondazione dell'Istituto Cesare Alfieri, prima come promotore della Società per l'educazione liberale, poi come docente di diritto internazionale pubblico nel 1876 e di diritto costituzionale nel 1877.
È investito delle cariche di vicepreside e di amministratore dell'istituto. Quando è nominato ministro per la seconda volta, temendo di non poter più adempiere i suoi obblighi didattici, decide di dimettersi. Essendo molto stimato, è nominato docente onorario della cattedra di diritto internazionale pubblico, il che gli lascia la possibilità di far lezioni e conferenze. Benedetto Cairoli gli propone d'insegnare all'Università di Roma, ma il Genala preferisce rimanere presso l'istituto fiorentino.

## Pensiero politico
La riflessione politica del Genala ha il suo centro nel tema dell'ammodernamento del paese: questo deve avvenire mediante riforme civili, e non con le armi; la classe dirigente si deve conquistare l'approvazione e la gratitudine dei governati.
Nel saggio Delle libertà ed equivalenza dei suffragi nelle elezioni, ovvero Della proporzionale rappresentanza delle maggioranze e minoranze, il giurista mette in evidenza l'esigenza di un'armonia tra governati e governanti. Le due volontà spesso si trovano in contrasto per l'inadeguata rappresentanza delle istanze popolari, da una parte, e per l'insufficiente educazione civica dei cittadini dall'altra. È necessaria quindi una riforma politica, mediante una nuova legge elettorale e il ripensamento del sistema educativo. Il Genala presenta perciò una proposta di legge per introdurre un sistema elettorale proporzionale, che assicuri la rappresentanza a tutti i cittadini. Il sistema proporzionale è l'unico in grado di rendere ogni cittadino partecipe alla vita del governo, tramite la delega a un deputato. Questi deve esercitare il suo mandato conformemente agli interessi dei suoi elettori. Il voto dev'essere il frutto di una libera scelta personale. Il collegio plurinominale è la soluzione per ampliare la sfera di azione dei candidati
Contribuisce alla stesura della legge elettorale italiana del 1882, che disciplina appunto un modello fondato sul sistema proporzionale.

## Opere
- Francesco Genala, Della libertà e equivalenza dei suffragi nelle elezioni, ovvero Della proporzionale rappresentanza delle maggioranze e minoranze, Milano, Vallardi, 1871.
- Francesco Genala, Il Palazzo di San Giorgio in Genova, Firenze, Landi, 1889.
- Francesco Genala, La questione di Firenze e il modo di risolverla, Roma, Forzani, 1878.